# 纳迪姆·塔杰
纳迪姆·塔杰中將（1953年4月29日—），是巴基斯坦陆军中的一位退休中將，曾在三軍情報局擔任幹事和局長。此前，除了指挥第30軍團外，他还领导着三军情报局。